# Escudo de Costa de Marfil
El escudo de Costa de Marfil, en su versión actual, fue adoptado en el año 2001. En la parte central del escudo figura la cabeza de un elefante africano. Este animal es un símbolo destacado del país, es el de mayor tamaño encontrado y además Costa de Marfil ha sido un territorio muy conocido por el marfil, recurso que ha dado nombre a este país. En la parte superior del escudo está representado el sol naciente, el símbolo tradicional de un nuevo comienzo. Como sostenes del escudo figuran dos palmeras. En la parte inferior figura la denominación oficial del país en francés, "République de Côte d' Ivoire" ("República de la Costa de Marfil"), escrita en una cinta.'

## Escudos históricos
La cabeza de elefante es una señal ya usada a partir de la independencia, en 1960. En aquellos tiempos el escudo era de azur, con una cabeza de elefante de plata, timbrado con el sol naciente y rodeado por una serie de banderas nacionales, con dos árboles estilizados de oro como soportes. En 1964 estos árboles esquemáticos fueron sustituidos por unas palmeras, también de oro, y el campo pasó a ser de sinople. En 1997 se volvieron a cambiar los colores, pero la composición básica continuó siendo la misma. El escudo de hoy en día es de colores anaranjado, verde y blanco al centro.
También hay un sello oficial, adoptado en 1964 que contiene la representación de un elefante pasante, dentro de una guirnalda de hojas de palma a ambos lados con el lema UNION, DISCIPLINE, TRAVAIL (en español, Unidad, Disciplina, Trabajo).

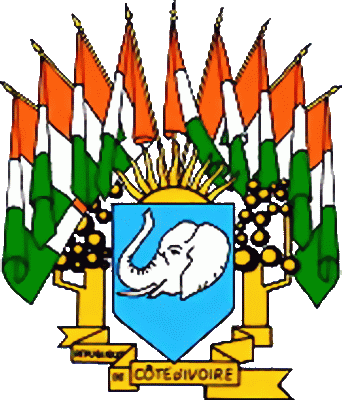
Escudo de armas de Costa de Marfil (1960 - 1964)
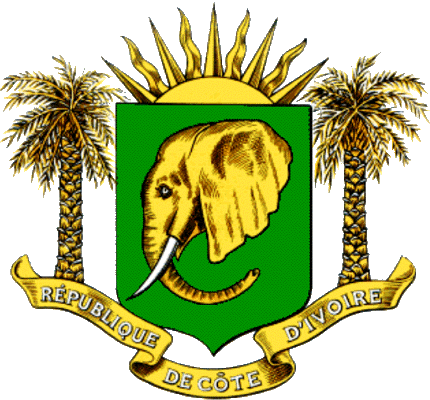
Escudo de armas de Costa de Marfil (1964 - 1997)
Escudo de armas de Costa de Marfil (1997 – 2001)
Escudo de armas de Costa de Marfil (2001 – 2011)